# Aldo Vannucchi
Aldo Vannucchi (São João da Boa Vista, 24 de setembro de 1928) é um educador, professor de filosofia e escritor brasileiro. 

## Biografia
Filho de Elvira Betiole e José Vannucchi, ambos originários de famílias italianas, em 1932, quando ainda criança, sua família mudou-se para Sorocaba, logo após o fim da Revolução Constitucionalista.
Foi ordenado padre em 1952, por Dom Aguirre. Abdicou do clero em 1974. Casou-se com Rosália Cortez Vannucchi. Tem dois filhos João Estêvão Cortez Vannucchi e Ana Maria Cortez Vannucchi. Fez mestrado em Teologia e Filosofia, e realizou vários cursos de especialização em universidades européias como a de Roma, Genebra e Louvain, na Bélgica. Foi professor da Faculdade de Filosofia Ciências e Letras de Sorocaba, Fundação Dom Aguirre, também atuando em escolas na cidade de Sorocaba. Foi um dos criadores da Universidade de Sorocaba, Uniso, cuja Cidade Universitária leva seu nome, e seu reitor de 1994 a 2010. 
Na época do regime militar, Aldo Vannucchi chegou a ser preso por uma noite, devido a seu envolvimento com a Juventude Operária Católica, a Juventude Universitária Católica, e as causas trabalhistas na cidade de Sorocaba. Sua libertação ocorreu após intervenções do clero. Devido à perseguição política, em 1968 impõe-se um auto-exílio e ingressa no mestrado em filosofia da Universidade Gregoriana de Roma.
Em 1973, Alexandre Vannucchi Leme, seu sobrinho, estudante do curso de geologia da Universidade de São Paulo - USP foi preso e morto em decorrência da tortura (fatos que Aldo reconta em seu livro Alexandre Vannucchi Leme – jovem, estudante, morto pela ditadura), após o que Aldo foi viver em Genebra e abdicou da vida eclesiástica.
Dedicou-se ao ensino, no Instituto de Educação Ciências e Letras e como diretor e professor da Faculdade de Filosofia de Sorocaba. Em 1988, empenhou-se na luta para a criação da Universidade de Sorocaba (UNISO), reconhecida em setembro de 1994 e da qual foi reitor por vários mandatos. Também presidiu a Associação Brasileira das Universidades Comunitárias (Abruc).
Escritor prolífico, Aldo Vannucchi é autor tradutor de uma dezena de livros. 
Foi escolhido pelo Ministro da Educação Fernando Haddad para compor o Conselho Nacional de Educação. Em 2002, recebeu da Câmara Municipal de Sorocaba o título de "Cidadão Sorocabano" e, em 2010, o de "Cidadão Emérito".

## Obras
- Filosofia e ciências humanas, Loyola, 1977;
- Cultura brasileira: visão e previsão, Loyola, 1987;
- Cultura brasileira: o que é, como se faz, Loyola, 1999;
- Meus caríssimos, EDUNISO, 2002;
- A universidade comunitária: o que é, como se faz, Loyola, 2004;
- Deus e o diabo por trás das palavras, Nankin, 2004;
- Filosofia aplicada, EDUNISO, 2007;
- A caminho da UNISO, EDUNISO, 2012;
- Dom Aguirre: vida e obra, EDUNISO, 2013;
- Filosofando com A Hora da Estrela, Loyola, 2014;
- Alexandre Vannucchi Leme: jovem, estudante, morto pela ditadura, Contexto, 2014; [4]
- Autobiografia poética, Ottoni, 2015.[5][6]